# Hans Hartmann (Judoka)
Hans Hartmann (* 28. Juli 1905 in Frankfurt am Main; † 24. April 2002 in Ennetbaden) war ein Schweizer Judopionier.

## Berufliche Laufbahn
Die Schulen durchlief er in Frankfurt, bis seine Eltern nach Basel zogen. Er absolvierte an der ETH Zürich ein Studium als Maschinenbauingenieur. Danach war er bis zu seiner Pensionierung im Jahr 1970 bei Brown, Boveri & Cie. angestellt. Dort stieg er zum Leiter der Messwandlerabteilung auf.

## Judo
1927 begann der südkoreanische Student Hanho Rhi die noch unbekannte Sportart Judo zu lehren und weckte auch das Interesse von Hans Hartmann. Dieser war im Zweiten Weltkrieg aktivdienstpflichtig und absolvierte den militärischen Vorunterricht, zu dem auch Judo gehörte. 1929 entstand mit dem Jiu-Jitsu- und Judo-Club Zürich der erste Judoclub der Schweiz. Dort trainierte Hans Hartmann und wurde Ehrenmitglied. 1949 gründete er den Jiu-Jitsu- und Judo-Club Baden, der später in Judo-Club Baden-Wettingen (JCBW) umbenannt wurde. 1952 bestand der amtierende Präsident des JCBW in Paris die erste Dan-Prüfung und trug somit den 1. Meistergrad. 1957 folgte der 1. Dan in Karate.

## Werke
- Judo – Technik, Methodik, Geist. Gemeinschaftswerk mit Walter Graf. Handbuch für Lernende und Lehrer.

| Personendaten    | Personendaten     |
| ---------------- | ----------------- |
| NAME             | Hartmann, Hans    |
| KURZBESCHREIBUNG | Schweizer Judoka  |
| GEBURTSDATUM     | 28. Juli 1905     |
| GEBURTSORT       | Frankfurt am Main |
| STERBEDATUM      | 24. April 2002    |
| STERBEORT        | Ennetbaden        |